# 道の駅竜王かがみの里
道の駅竜王かがみの里（みちのえき りゅうおうかがみのさと）は、滋賀県蒲生郡竜王町大字鏡にある国道8号の道の駅である。

## 沿革
- 2003年（平成15年）8月8日 - 道の駅に登録される。
- 2016年（平成28年）1月27日 - 国土交通省により平成27年度重点「道の駅」に選定される[3][4]。
- 2025年（令和7年）3月4日 - dポイントサービスが利用可能になる[5]。

## 施設
- 駐車場
  - 普通車：150台
  - 大型車：28台
  - 身障者用駐車場：3台
- トイレ
  - 男：大・小16
  - 女：13
  - 身障者用：3
- 公衆電話
- 情報コーナー
- レストラン（11:00 - 15:30、月曜休）
- 岡喜精肉店（9:00 - 17:00、月曜休）
- 売店（9:00 - 17:00、月曜休）

### 管理団体
- 株式会社みらいパーク竜王

## アクセス
- 国道8号
- E1 名神 竜王ICから5km、9分

## 周辺
- 鏡の宿
  - 源義経元服の地
  - 鏡神社
- 安土城址
- 苗村神社